# Semana Santa en Antigua Guatemala
La Semana Santa en la Antigua Guatemala es el conjunto de actividades que se realizan para la conmemoración de la pasión, muerte y resurrección de Cristo a través de las procesiones que realizan las hermandades de las parroquias de la ciudad durante el periodo comprendido entre el Sábado de Ramos y el Domingo de Resurrección. A lo largo de esos días, las procesiones realizan su recorrido por las calles de Antigua Guatemala, y se han convertido en uno de los atractivos turísticos más importantes de Guatemala.
Los desfiles procesionales de la Semana Santa, transforman la ciudad durante ese periodo y son el resultado de la evolución durante siglos de las formas, modos y maneras de las hermandades, las cuales cuentan entre sus miembros a personas de todas las clases sociales. En la evolución de estas corporaciones han influido múltiples factores, tanto religiosos como artísticos, sociales e históricos.
Las procesiones en Guatemala son caracterizadas por las alfombras de aserrín colorido que adornan las calles en donde son llevadas en hombros por períodos de hasta dieciocho horas de duración. Los desfiles van acompañados durante todo el recorrido por orquestas musicales que interpretan marchas fúnebres o festivas compuestas por artistas nacionales en su mayoría. 
El período de grandes procesiones comienza el Primer Jueves de Cuaresma y continúa con procesiones tan representativas como las de San Bartolomé Becerra el quinto viernes de cuaresma. Desde esa fecha hasta el Viernes Santo las procesiones se ejecutan durante toda la cuaresma y en especial durante la Semana Santa.

## Historia de la Semana Santa en Antigua Guatemala
Aunque durante la Edad Media ya existieron cofradías en España, no fue hasta el siglo XVI cuando se consolidaron las hermandades de pasión o penitencia como asociaciones que veneran la pasión y muerte de Cristo y le rinden culto con una salida procesional. La primera procesión cristiana en Guatemala se realizó en la ciudad de Santiago de los Caballeros, hoy Antigua Guatemala, el 10 de marzo de 1543.
La primera procesión mercedaria ocurrió en 1655, saliendo en horas de la noche del Jueves Santo y reingresando en la madrugada del día Viernes. En 1677 el Papa Inocencio XI, resuelve un conflicto que existía entre la cofradía de la Iglesia de Candelaria y la cofradía de la Iglesia de la Merced, de tal manera que decide instituir la procesión de Jesús de Candelaria para el día Jueves Santo por ser una imagen mística y procesionar a Jesús de la Merced el día Viernes Santo por ser una imagen que demuestra la agonía de la pasión de Cristo camino al calvario. El 26 de julio de 1773 se suspendieron las procesiones a causa de los terremotos de Santa Marta y no fue sino hasta 1776 que volvió a salir la imagen del Señor de la Merced en su tradicional procesión del Viernes Santo.
Jesús Nazareno de las Tres Potencia, imagen obra de Alonso de La Paz y Toledo -quien la buriló en 1667 - se encontraba originalmente en la Escuela de Cristo en Santiago de los Caballeros de Guatemala; La Paz y Toledo no encarnaba sus obras por lo que la encarnación de dicha imagen estuvo a cargo del maestro dorador Joseph Mazariegos. En 1737 se fundó la «Cofradía de la Santa Pasión» y dieron inicio cortejos procesionales, los cuales se verificaban el Domingo de Ramos; estas procesiones eran organizadas por caballeros de la alta sociedad, razón por la cual la imagen del Nazareno de la Escuela de Cristo también era conocida como «Jesús Nazareno de Los Nobles».
La imagen del Nazareno para la ermita de la Cruz del Milagro, en la ciudad de Santiago de Guatemala, obtuvo el nombre de «Nazareno de los Milagros». La ermita fue construida a finales del sigloxvii como prueba de devoción porque, en 1683, una cruz ubicada en el lugar tembló "milagrosamente". El edificio fue reacondicionado como ermita para el clero secular en 1731 y, para dotarlo de objetos de culto, le fue donada la imagen del Nazareno. En los documentos de 1703 no hay referencia sobre la imagen ni la cofradía. Sin embargo, en 1736, se informó que «Lorenzo de Paz, vecino de esta ciudad, donó una imagen de Jesús Nazareno a dicha ermita con [la] condición [de] que se le había de fundar una hermandad, para mayor honra y gloria de Dios». Estas fechas hacen probable que la talla de la imagen se deba a escultores como Juan de Chávez, Juan José Mérida o Carlos Bolaños.
En 1733, la imagen de Jesús de Candelaria fue sacada en procesión de rogativa por una peste de viruela que asoló la ciudad de Santiago de los Caballeros, ya que era una de las imágenes de mayor devoción en la ciudad.  

### Reformas borbónicas
En 1765 se publicaron las reformas borbónicas de la Corona española, que pretendían recuperar el poder real sobre las colonias y aumentar la recaudación fiscal. Con estas reformas se crearon los estancos para controlar la producción de las bebidas embriagantes, el tabaco, la pólvora, los naipes y el patio de gallos. La real hacienda subastaba el estanco anualmente y un particular lo compraba, convirtiéndose así en el dueño del monopolio de cierto producto. Ese mismo año se crearon cuatro subdelegaciones de la Real Hacienda en San Salvador, Ciudad Real, Comayagua y León y la estructura político administrativa de la Capitanía General de Guatemala cambió a 15 provincias.
Además de esta redistribución administrativa, la corona española estableció una política tendiente a disminuir el poder de la Iglesia católica, poder que hasta ese momento era prácticamente absoluto sobre los vasallos españoles. La política de disminución de poder de la iglesia se basaba en la Ilustración y tenía seis puntos principales:
1. Declive del legado cultural jesuíticoExteriores del antiguo Colegio y Convento de la Compañía de Jesús en La Antigua Guatemala.

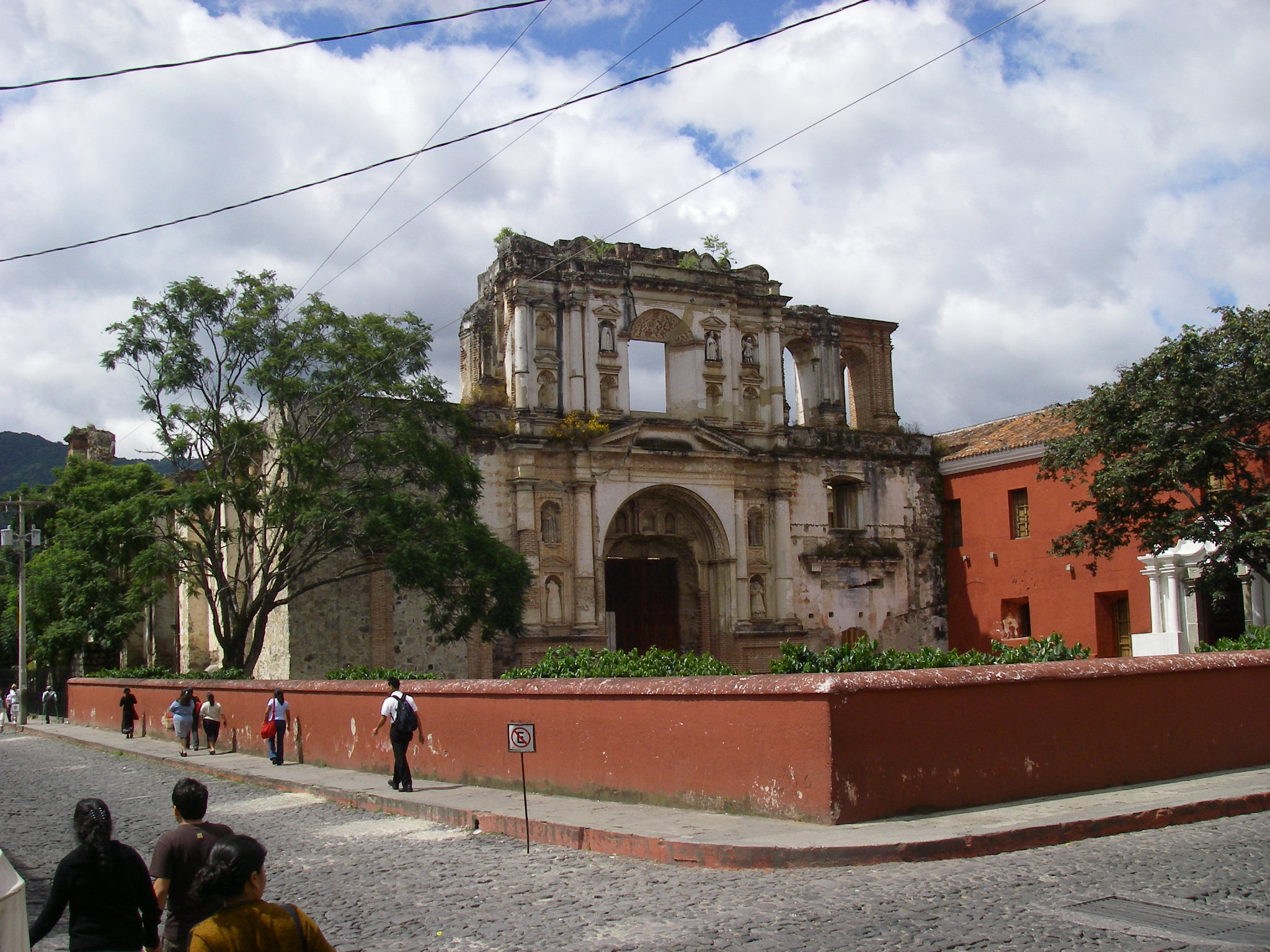
Exteriores del antiguo Colegio y Convento de la Compañía de Jesús en La Antigua Guatemala.

2. Tendencia hacia una cultura laica y secularizada
3. Actitud decididamente racionalista, de herencia cartesiana
4. Valoración de la ciencia natural sobre el dogma religioso
5. Una crítica al papel de la Iglesia dentro de la sociedad y de sus organismos derivados, sobre todo de las cofradías y hermandades. Se buscó limitar el excesivo poder económico de algunas hermandades y cofradías, su elevado número, la falta de control administrativo y fiscal por parte de las autoridades y las manifestaciones públicas de piedad; catalogadas como signos de atraso y fanatismo, en especial las de Semana Santa.[6]

En América las relaciones entre la corona española y la Iglesia católica se fueron resquebrajando en el siglo xviii; pero también hubo problemas entre el clero secular y el clero regular, ya que se estaba secularizando las doctrinas del clero regular. En el siglo xvii hubo un auge del clero secular, con un aumento considerable en ordenaciones sacerdotales que lograron satisfacer la demanda de curas párrocos en el Reino; los dominicos, por ejemplo, perdieron casi todas sus parroquias, excepto las de la Veparaz; por su parte, los franciscanos y mercedarios fueron despojados de la mayoría de sus doctrinas en el Reino de Guatemala. Para 1768, las poderosas órdenes de antaño únicamente tenían a su cargo treinta y cuatro de las doscientas ochenta y nueve parroquias que había en la arquidiócesis.

### Terremoto de Santa Marta

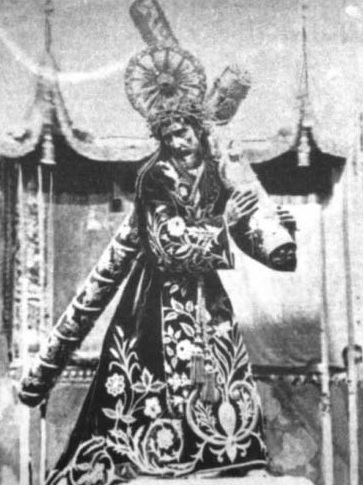
Imagen de Jesús Nazareno de la Merced. Fue trasladado a la Nueva Guatemala de la Asunción en 1778; fotografía de 1898.

Tras los terremotos de 1773, se produjeron grandes pérdidas en templos y edificios públicos en la ciudad de Santiago de los Caballeros de Guatemala, así como casas particulares, pero no toda la ciudad quedó por los suelos. A pesar de ello, el capitán general Martín de Mayorga solicitó al Monarca de España el 21 de julio de 1775 la traslación de Santiago de los Caballeros de Guatemala, siempre vulnerable a erupciones volcánicas, inundaciones, y terremotos.  El 2 de enero de 1776 fue oficializado el cuarto asentamiento, la Nueva Guatemala de la Asunción, con una primera sesión del ayuntamiento con el gobernador de la Audiencia, Matías de Gálvez y Gallardo, sobre las bases del llamado «Establecimiento Provisional de La Ermita». Por real orden dada en Aranjuez el 23 de mayo de 1776 se extinguió el nombre de «Santiago» y se adoptó el de «Nueva Guatemala de la Asunción» que, con el correr del tiempo es conocida en la actualidad como Ciudad de Guatemala, logrando convertirse con los años en la ciudad más grande y populosa de todo el istmo centroamericano.
Posiblemente los daños causados por el terremoto fueron serios, pero fueron más serios los que provocó el saqueo y el abandono de la ciudad. El 16 de enero de 1775 el maestro mayor de obras Bernardo Ramírez, comenzó a sacar todos los materiales utilizables del edificio para trasladarlos a la nueva capital ya que se había emitido orden legal en la cual se ordenaba que debían ser trasladados al nuevo asentamiento todos los materiales que pudiesen servir en la construcción de edificios y casas.  Por esta disposición muchos edificios aún en pie fueron despojados de puertas, ventanas, balcones, objetos decorativos, etc.
Una de las medidas tomadas por el presidente de la audiencia Martín de Mayorga, para forzar el traslado de la ciudad fue el envío de la escultura más importante de la ciudad.  Por ello, en 1778 ordenó el traslado del Jesús Nazareno de la Merced, junto con la imagen de la Virgen, para obligar a los mercedarios a mudarse.  El traslado fue penoso, pues los indígenas encargados del trabajo se tardaron en llegar a recogerlo y los feligreses antigüeños rezaban y lloraban la pérdida de la imagen mientras esperaban. Cuando salió Jesús de la Merced en un cajón, las personas lo acompañaron hasta la garita de Animas en las afueras de la ciudad; un devoto llevó cargando la cruz de la imagen hasta San Lucas, población que está a quince kilómetros del convento mercedario en Antigua Guatemala. Tras parar en San Lucas Sacatepéquez y en Mixco, las imágenes llegaron finalmente a la Nueva Guatemala de la Asunción por la noche, y el Cristo fue recibido por los frailes franciscanos y luego por los mercedarios, para ser depositado en una armazón de madera en el terreno en donde iba a construir el templo mercedario de la nueva ciudad.  Martín de Mayorga llegó a ver a la imagen, dando así por concluido el episodio más difícil del traslado de la ciudad. En 1801, la cofradía de Jesús Nazareno de la Merced trasladó el retablo de la imagen a la nueva ciudad, aunque la iglesia todavía no se había construido.
En 1780, el párroco de Candelaria, Joseph María Eloso informó al obispo que la imagen se pudo extraer muy maltratada, refiriéndose a los daños ocasionados por los seísmos de 1773, agregando que la hizo componer y encarnar de nuevo a su costa. En 1784 la imagen remozada del Nazareno fue trasladada a la nueva capital, donde ha estado presente en las celebraciones de Semana Santa.
Tras la ruina de la ciudad de Santiago de los Caballeros por los terremotos de Santa Marta en 1773, el templo parroquial quedó inutilizado y los bienes de la Escuela de Cristo fueron trasladados al templo parroquial de Nuestra Señora de los Remedios. En cuanto a la imagen del Jesús Nazareno de las Tres Potencias, la misma fue trasladada a la Nueva Guatemala de la Asunción, siendo llevada al nuevo templo de La Escuela de Cristo, que se encontraba en la moderna parcela de la 4.a avenida y 7.ª calle del Centro Histórico de la Ciudad de Guatemala en 1779. Cuando el nuevo templo quedó establecido, de inmediato se inició la procesión que quedó fijada para la mañana del Jueves Santo.
Luego del traslado forzado a la Ciudad de Guatemala en 1778, el presbítero Joseph de Espinoza quien fue el primer mayordomo de la cofradía de 1801 a 1805 solicitó a la Real Audiencia para que autorizara de nuevo la procesión penitencial del Jueves Santo por la noche y en tal solicitud hace mención sobre la antigüedad de la cofradía, las bulas papales otorgadas y la antigüedad de la procesión mercedaria. Ya con un camerino permanente, en 1806 se tomó la decisión de procesionar nuevamente la imagen el día Viernes Santo y queda instituido el día hasta la actualidad.
Por su parte, tras el terremoto de 1773 el Nazareno de los Milagros llegó a la Nueva Guatemala el 11 de febrero de 1781 y fue alojado en Beaterio de Indias, una casa de religiosas que ya tenía un solar habitable. Al parecer, la imagen estuvo allí hasta 1819, cuando, por problemas entre los cofrades y las religiosas, fue llevado al Beaterio de Santa Rosa. Al poco tiempo, en 1826, se sabe que el Nazareno estaba en el Cerrito del Carmen y, en 1859, ya estaba en el templo de San José, donde quedó resguardada definitivamente. La imagen del Nazareno de los Milagros es una talla poseedora de rasgos faciales anatómicamente perfectos, misma característica que presenta en el cuello, manos y pies. En la década de 1930, la imagen fue transformada para que estuviera de rodillas y se le dio el título de «Rey del Universo», pero después se le restituyó su posición original.

### Sigloxix
Tras el derrocamiento y expulsión de los miembros del Clan Aycinena en 1829, los liberales expulsaron a las órdenes regulares y sólo dejaron al clero secular -pero sin el ingreso fijo del diezmo obligatorio- en Centroamérica. Esto debilitó considerablemente a la Iglesia Católica en Guatemala, pero tras el fracaso de la gestión liberal del gobernador Mariano Gálvez para combatir una epidemia de cólera morbus, los curas párrocos aprovecharon para azuzar a la población campesina en su contra, y bajo el liderazdo del caudillo Rafael Carrera expulsaron a Gálvez y a los liberales del poder.  Tras una década de gobierno, Carrera permitió el regreso de las órdenes regulares, de los conservadores católicos y autorizó nuevamente el diezmo obligatorio, lo que reforzó a la Iglesia en el país y las manifestaciones de fe como la Semana Santa cobraron un gran auge. Es más, en 1852, Guatemala y la Santa Sede firmaron un concordato en el que se le encomendaba la educación de la población a los sacerdotes, y se reforzaba la unión Iglesia-Estado en el país.
Tras la caída del régimen conservador y la victoria de los liberales en 1871, la Iglesia Católica padeció ataques contra su influencia económica y política, tal y como ocurriera en 1829 cuando fue atacada por el gobierno liberal de Francisco Morazán. En 1873, las órdenes regulares habían sido expulsadas y sus bienes confiscados (incluyendo conventos, haciendas y doctrinas de indios en todo el país) y el diezmo obligatorio había sido abolido, dejando al clero secular relegado a sus parroquias y sin ingresos estables.

## Listado de procesiones
| Día                         | Imagen                                      | Iglesia | Horario                    |
| Primer Domingo de Cuaresma  | Jesús Nazareno de la Salvación              | Iglesia de Santa Catalina Bobadilla                                                                           | 10:00 a. m. - 23:00 p. m.  |
| Segundo Domingo de Cuaresma | Jesús Nazareno de Santa Inés                | Iglesia de Santa Inés del Monte Pulciano                                                                      | 13:00 p. m. - 23:00 p. m.  |
| --------------------------- | ------------------------------------------- | --- | -------------------------- |
| Tercer Domingo de Cuaresma  | Jesús Nazareno El Dulce Rabí                | Parroquia nuestra Señora de la Asunción, Jocotenango                                                          | 08:00 a. m. - 10:00 p. m.  |
| Cuarto Domingo de Cuaresma  | Jesús Nazareno de la Dulce Mirada           | Iglesia de Santa Ana                                                                                          | 10:00 a. m. - 11:00 p. m.  |
| Quinto Domingo de Cuaresma  | Jesús de la Caída                           | Iglesia de San Bartolomé Becerra                                                                              | 6:30 a. m. - 2:00 a. m.    |
| Viernes de Dolores          | Viacrucis del Hermano Pedro (varones)       | Templo de San Francisco el Grande                                                                             | 3:00 a. m. - 6:00 a. m.    |
| Sábado Anterior a Ramos     | Cristo de las Misericordias                 | Parroquia Nuestra Señora de los Remedios, La Escuela de Cristo                                                | N/A                        |
| Domingo de Ramos            | Procesión de Palmas                         | Iglesia de Jocotenango Sacatepéquez                                                                           | 6:30 a. m. - 12:00 p. m.   |
| Domingo de Ramos            | Procesión de Palmas (en vivo)               | - Iglesia La Merced - Iglesia de Santa Ana - Iglesia de la Escuela de Cristo - Iglesia de San Felipe de Jesús | 8:00 a. m. - 12:00 p. m.   |
| Domingo de Ramos            | Jesús Nazareno de la Reseña                 | Iglesia La Merced                                                                                             | 8:30 a. m. - 11:30 p. m.   |
| Lunes Santo                 | Jesús Nazareno                              | Iglesia de Santa Inés del Monte Pulciano                                                                      | N/A                        |
| Martes Santo                | Jesús Nazareno del Silencio                 | Ermita del Santo Calvario                                                                                     | 4:00 p. m. - 11:00 p. m.   |
| Martes Santo                | Jesús Nazareno de la Esperanza              | Ermita de Santa Lucia                                                                                         | 4:00 p. m. - 7:00 p. m.    |
| Miércoles Santo             | C.I. Jesús Nazareno del Milagro             | Iglesia de San Felipe de Jesús                                                                                | 2:00 p. m. - 02:00 a. m.   |
| Miércoles Santo             | Jesús Nazareno                              | Iglesia de San Mateo Milpas Altas                                                                             | 4:00 p. m. - 10:00 p. m.   |
| Jueves Santo                | Jesús Nazareno de la Humildad               | Iglesia de San Cristóbal el Bajo                                                                              | 08: 00 a. m. - 21:30 p. m. |
| Jueves Santo                | Jesús Nazareno del Perdón                   | Templo de San Francisco el Grande                                                                             | 11:00 a. m. 10:30 p. m.    |
| Viernes Santo               | Jesús Nazareno de la Merced (La Penitencia) | Iglesia La Merced                                                                                             | 3:00 a. m. - 3:00 p. m.    |
| Viernes Santo               | Acto de Crucifixión                         | - Parroquia de San José Catedral - Escuela de Cristo                                                          | 12:00 p. m. - 3:00 p. m.   |
| Viernes Santo               | Señor Sepultado y Virgen de Soledad         | Parroquia de San José Catedral                                                                                | 3:00 p. m. - 7:00 p. m.    |
| Viernes Santo               | M.I. Señor Sepultado                        | Iglesia de San Felipe de Jesús                                                                                | 3:00 p. m. - 7:00 a. m.    |
| Viernes Santo               | Señor Sepultado                             | Iglesia de la Escuela de Cristo                                                                               | 3:45 p. m. - 2:20 a. m.    |